# Echiothrix
Tateomys — рід пацюків (Rattini) із Сулавесі. Рід включає два види.

## Морфологічна характеристика
Довжина голови й тулуба 20–25 см, хвоста 23–25 см, вага 220–310 г. Волосяний покрив складається як з більш м'яких волосків, так і з щетинистих колючок, зверху забарвлене в сірий або сіро-коричневий колір, знизу від світло-сірого до білого. Мордочка витягнута, а лускатий хвіст безшерстий.

## Поширення й екологія
Мешкають ці гризуни на індонезійському острові Сулавесі, середовище їх проживання — низинні тропічні ліси. Вони нічні, наземні й харчуються переважно дощовими черв'яками.